# Associazione Sportiva Reggina 1983-1984
Questa voce raccoglie i dati riguardanti l'Associazione Sportiva Reggina nelle competizioni ufficiali della stagione 1983-1984.

## Stagione
La squadra, allenata da Claudio Tobia, ha concluso il girone D della Serie C2 1983-1984 al primo posto, ottenendo pertanto la promozione in Serie C1.
Il nuovo presidente della società è Diego Nava, che subentra a Ugo Ascioti.
Sponsor di maglia Kalabria

## Rosa
| N. |                   | Ruolo | Calciatore          |
| -- | ----------------- | ----- | ------------------- |
| -  | Italia (bandiera) | P     | Santo Giordano      |
| -  | Italia (bandiera) | P     | Ernani Ritrovato    |
| -  | Italia (bandiera) | D     | Paolo De Giovanni   |
| -  | Italia (bandiera) | D-C   | Pietro Lauri        |
| -  | Italia (bandiera) | C     | Franco Mondello     |
| -  | Italia (bandiera) | D     | Giuseppe Geria      |
| -  | Italia (bandiera) | D     | Paolo Saviano       |
| -  | Italia (bandiera) | C     | Giuseppe Palazzotto |
| -  | Italia (bandiera) | C     | Antonio Moccia      |
| -  | Italia (bandiera) | A     | Diego Spinella      |

| N. |                   | Ruolo | Calciatore              |
| -- | ----------------- | ----- | ----------------------- |
| -  | Italia (bandiera) | A     | Sauro Segoni            |
| -  | Italia (bandiera) | C     | Arcangelo Sciannimanico |
| -  | Italia (bandiera) | A     | Mauro Vittiglio         |
| -  | Italia (bandiera) | D     | Maurizio Re             |
| -  | Italia (bandiera) | D     | Consolato Scevola       |
| -  | Italia (bandiera) | D     | Gavino Costaggiu        |
| -  | Italia (bandiera) | A     | Franco Marescalco       |
| -  | Italia (bandiera) | D     | Marco Cacitti           |
| -  | Italia (bandiera) | C     | Umberto Cicciarella     |

## Risultati

### Serie C2

#### Girone di andata
| 19 settembre 1983 1ª giornata | Reggina | 2 – 1 | Ischia Isolaverde |  |

| 26 settembre 1983 2ª giornata | Latina | 1 – 2 | Reggina |  |

| 2 ottobre 1983 3ª giornata | Reggina | 1 – 0 | Paganese |  |

| 9 ottobre 1983 4ª giornata | Reggina | 1 – 0 | Alcamo |  |

| 16 ottobre 1983 5ª giornata | Sorrento | 0 – 1 | Reggina |  |

| 23 ottobre 1983 6ª giornata | Reggina | 2 – 0 | Nocerina |  |

| 30 ottobre 1983 7ª giornata | Grumese | 0 – 1 | Reggina |  |

| 6 novembre 1983 8ª giornata | Reggina | 3 – 1 | Afragolese |  |

| 13 novembre 1983 9ª giornata | Siracusa | 0 – 0 | Reggina |  |

| 20 novembre 1983 10ª giornata | Reggina | 2 – 1 | Turris |  |

| 27 novembre 1983 11ª giornata | Frosinone | 0 – 0 | Reggina |  |

| 4 dicembre 1983 12ª giornata | Reggina | 2 – 1 | Canicattì |  |

| 11 dicembre 1983 13ª giornata | Lodigiani | 0 – 0 | Reggina |  |

| 18 dicembre 1983 14ª giornata | Licata | 2 – 1 | Reggina |  |

| 8 gennaio 1984 15ª giornata | Reggina | 1 – 0 | Ercolanese |  |

| 15 gennaio 1984 16ª giornata | Frattese | 0 – 2 | Reggina |  |

| 22 gennaio 1984 17ª giornata | Reggina | 3 – 0 | Marsala |  |

#### Girone di ritorno
| 29 gennaio 1984 18ª giornata | Ischia Isolaverde | 0 – 0 | Reggina |  |

| 5 febbraio 1984 19ª giornata | Reggina | 1 – 0 | Latina |  |

| 12 febbraio 1984 20ª giornata | Paganese | 0 – 0 | Reggina |  |

| 19 febbraio 1984 21ª giornata | Alcamo | 0 – 0 | Reggina |  |

| 26 febbraio 1984 22ª giornata | Reggina | 1 – 0 | Sorrento |  |

| 4 marzo 1984 23ª giornata | Nocerina | 1 – 0 | Reggina |  |

| 11 marzo 1984 24ª giornata | Reggina | 3 – 1 | Grumese |  |

| 18 marzo 1984 25ª giornata | Afragolese | 2 – 2 | Reggina |  |

| 1º aprile 1984 26ª giornata | Reggina | 1 – 1 | Siracusa |  |

| 8 aprile 1984 27ª giornata | Turris | 1 – 1 | Reggina |  |

| 15 aprile 1984 28ª giornata | Reggina | 1 – 0 | Frosinone |  |

| 29 aprile 1984 29ª giornata | Canicattì | 0 – 0 | Reggina |  |

| 6 maggio 1984 30ª giornata | Reggina | 2 – 2 | Lodigiani |  |

| 13 maggio 1984 31ª giornata | Reggina | 1 – 2 | Licata |  |

| 20 maggio 1984 32ª giornata | Ercolanese | 0 – 0 | Reggina |  |

| 27 maggio 1984 33ª giornata | Reggina | 1 – 0 | Frattese |  |

| 3 giugno 1984 34ª giornata | Marsala | 0 – 2 | Reggina |  |